# Zamek Kolštejn

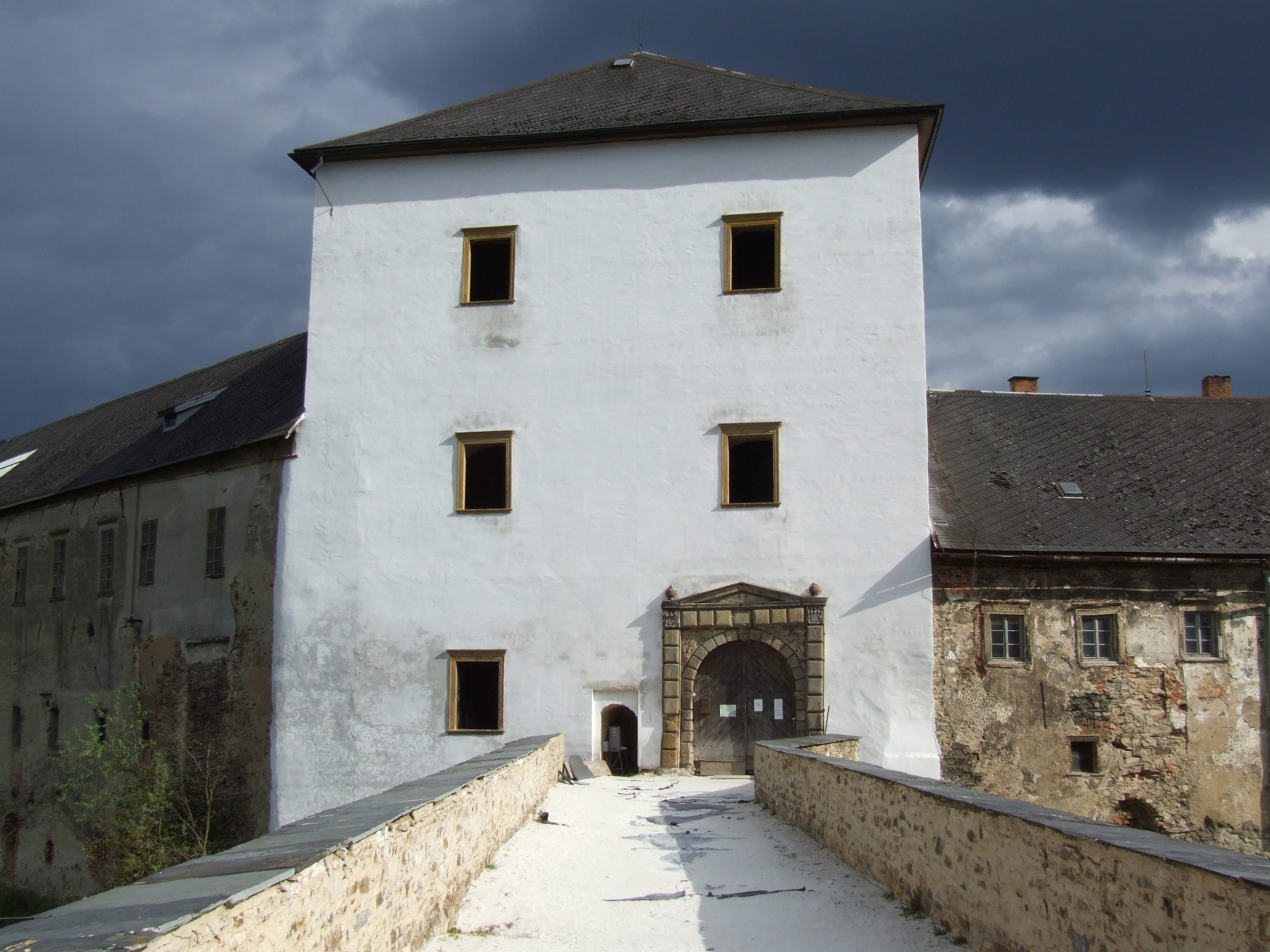
Wieża z bramą wejściową

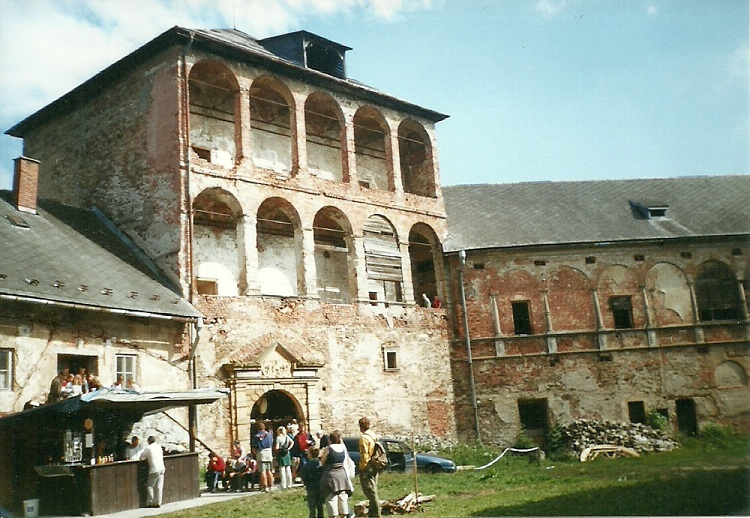
Renesansowy dziedziniec przed renowacją w 2003 roku

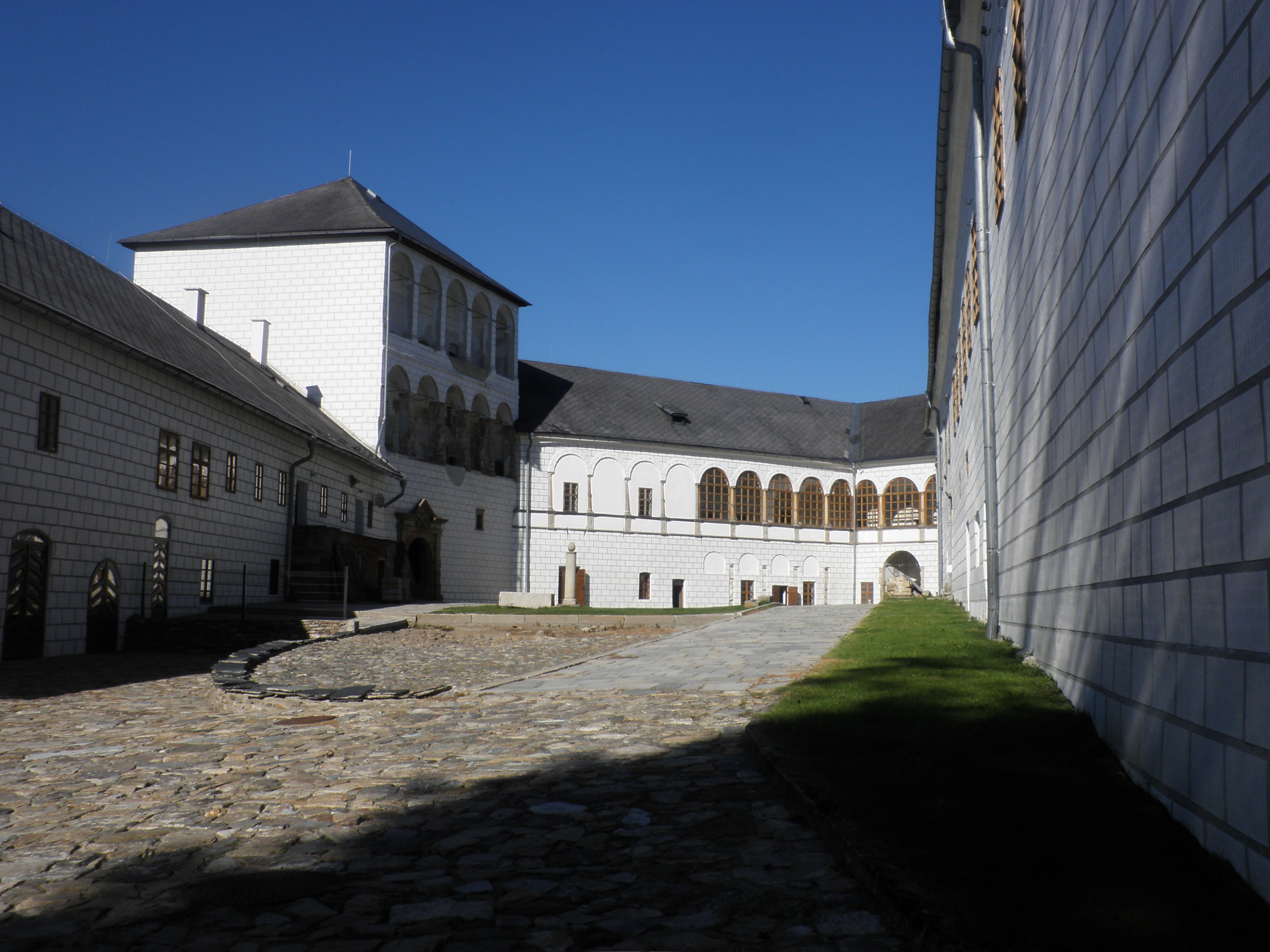
Renesansowy dziedziniec po renowacji w 2016 roku

Zamek Kolštejn (czes. Hrad Kolštejn) – zespół dwóch obiektów – gotyckiego i renesansowego – znajdujący się w miejscowości Branná, w północnych Czechach. Jego zadaniem była ochrona szlaku handlowego prowadzącego z Moraw na Śląsk.

## Historia
Pierwsza wzmianka pochodzi z dokumentu z 3 maja 1325, który powstał na samym zamku - w nim Jan Wustehube darował zakonnikom z Kamieńca Ząbkowickiego część swoich ziem. To właśnie rodzina Wustenhube wybudowała zamek przy trakcie handlowym. W 1339 zamek dostał się w ręce czeskiej rodziny panów z Lipy, a od końca XIV stulecia jego właścicielami był ród Waldstein (od ich herbu rodowego wywodzi się obecny herb wsi). W XV wieku kolejni panowie na zamku Kolštejn to rodzina z miejscowości Zvole. Wówczas dokonano rozbudowy i przebudowy zamku, podnosząc jego walory obronne (powstała między innymi wieża obronno-obserwacyjna).
W 1568 zamek przeszedł w ręce Jana starszego Černčického z Kácova, ale już po kilku latach przekazał go Janowi młodszemu von Zierotin (Žerotín), którego siedzibą były Velké Losiny. W latach 70. XVI wieku w miejscu zniszczonej fosy wybudował on renesansowy pałac (tzw. zamek średni, w odróżnieniu od gotyckiej części – zamku górnego). Renesansowy obiekt miał trzy skrzydła oraz dziedziniec otoczony arkadami. Opuszczony zamek gotycki zaczął powoli niszczeć i do dzisiaj pozostały z niego tylko ruiny.
W 1581 zamek kupił ród z Vrbna. Prace budowlane trwały nadal stawiano kolejną część, tzw. zamek dolny z bramą wejściową, także utrzymany w stylu renesansowym. Przynajmniej część budowy ukończono w 1597, według napisu na jednym z portali we wieży. Kolejny właściciel Hynek z Vrbna w latach 1608–1614 mocno zadłużył swoje dobra. Ani on ani kolejny panowie nie byli w stanie ostatecznie dokończyć prac. W 1614 wybudowano kościół parafialny, który nawiązuje architekturą do zamku.
Po bitwie pod Białą Górą dobra w Brannej zostały skonfiskowane, jako należące do protestantów. Otrzymał je jako lenno książę Karol I Liechtenstein (Karl von Liechtenstein). Był to równocześnie koniec zamku jako siedziby rodowej, choć jeszcze podczas wojny trzydziestoletniej wybudowano fortyfikacje zamkowe, a Kolštejn był silnym punktem wśród fortyfikacji wojsk cesarskich. Stacjonowało w nim na stałe wojsko, a z okolicznych włości Liechtensteinów zwożono cenne przedmioty. Jednocześnie powstały także szkody, których nigdy potem już nie naprawiono.
W kolejnych wiekach Kolštejn był siedzibą zarządcy dóbr książęcych, ale stopniowo tracił na znaczeniu. Na przełomie XVIII i XIX wieku w jednym ze skrzydeł umieszczono książęcy browar, zniszczony po 1850. Inne części kompleksu służyły różnym celom, m.in. w II połowie XIX wieku działała szkoła. Niektóre sale były wynajmowane, także do celów teatralnych i mieszkalnych.
W 1926 część zamku strawił pożar. Książę Liechtenstein dokonał prowizowycznej naprawy i sprzedał zamek miastu oraz dwóm organizacjom chrześcijańskim. Od 1929 działało w nim kino. Podczas mobilizacji w 1938 służył jako koszary armii czechosłowackiej. Po układzie monachijskim całość zamku przejęła gmina.
Po 1945 stał się własnością państwa, ale początkowo niszczał. W 1965 zlikwidowano tzw. Czarną Wieżę, która groziła zawaleniem. Jednocześnie rozpoczęto prace konserwatorskie i rekonstrukcyjne. Budowlę zamierzano adaptować na magazyn lekarstw. Prac jednak nigdy nie ukończono. Wewnątrz średniego i dolnego zamku rozległe pomieszczenia z oryginalnymi ozdobami sztukatorskimi i fragmentami fresków.

## Zamek obecnie
Kolštejn można zwiedzać. W okresie letnim organizuje się w nim także różne widowiska oraz wystawy sztuki historycznej.